# Acid lignoceric
Acid lignoceric, hoặc acid tetracosanoic, là một acid béo bão hoà với công thức C
23H
47COOH. Nó được tìm thấy trong hắc ín, một số loại cerebroside khác nhau, và trong một lượng nhỏ của hầu hết các chất béo tự nhiên. Các acid béo của dầu đậu phộng có chứa những lượng nhỏ acid lignoceric (1.1% – 2.2%). Acid béo này cũng là một sản phẩm phụ của quá trình sản xuất lignin.
Quá trình khử acid lignoceric cho ra cồn alcohol lignoceryl.